# Andreas Burnier
Andreas Burnier, nacida Catharina Irma Dessaur (La Haya, 3 de julio de 1931 - Ámsterdam, 18 de septiembre de 2002), fue una escritora y criminalista neerlandesa. Burnier publicó poesía, conferencias, libros, y artículos, muchos de ellos sobre homosexualidad, para enfatizar los problemas de las mujeres en una sociedad dominada por los hombres.

## Primeros años
Burnier nació en La Haya de padres judíos Salomon Dessaur y Rosa Louisa Jacobs. Al igual que otros muchos niños judíos en Europa, tuvo que ocultarse durante la Segunda Guerra Mundial, y estuvo separada de sus padres durante tres años (1942–1945), escondiéndose en dieciséis ubicaciones diferentes bajo el alias de «Ronnie Van Dijk». Durante este tiempo en clandestinidad, Burnier fue consciente de la carencia de derechos que sufren las mujeres en una sociedad dominada por los hombres y empezó a sentir como si fuera un chico atrapado en el cuerpo de una chica.

## Educación
Después de la guerra, Burnier estudió medicina y filosofía en Ámsterdam; aunque nunca acabó sus estudios.  En 1961, empezó estudiar filosofía en Leiden en el sur de Holanda y más tarde se graduó cum laude. En la post-graduación recibió su doctorado en criminología.

## Criminología
Entre 1973 y 1988, Burnier ejerció como profesora de criminología en la Universidad de Nijmegen. Con anterioridad había trabajado en el Ministerio de CRM y el Instituto de Derecho Penal y Criminología en Leiden.

## Debut literario
Burnier debutó en la revista literaria Tirade con su historia "Verschrikkingen van het Noorden" Además de asumir un nuevo nombre como escritor, Burnier también asumió el sexo opuesto.  En 1965,  publicó su primera novela Een tevreden lach. En ella escribió sobre su homosexualidad, un tema que no había sido abordado anteriormente en la literatura holandesa. Esta novela bien recibida por críticos que elogiaron sus elementos estructurales originales.  Siguió a este trabajo una colección de cuentos titulada De verschrikkingen van het noorden en 1967 y una novela Het jongensuur en 1969, que complementa este trabajo con una serie de poesía, críticas y artículos.

## Feminismo y activismo
Burnier fue también un pionero durante la segunda ola feminista, a menudo escribiendo sobre la desgracia innata de tener un cuerpo femenino.  Muchos de sus trabajos están destinadas para animar a las mujeres a tomar su sitio en la sociedad y lucha por sus derechos. Vio el feminismo como una fuerza positiva para rehacer la civilización. Fue una defensora de los derechos de los homosexuales y se oponía al aborto y a la eutanasia.

## Vida personal
En 1953, Burnier se casó con Johannes Emanuel Zeijlmans van Emmichoven y tuvo dos hijos con él. Aproximadamente ocho años más tarde, en 1961, Burnier y Zeijlmans se divorciaron. Durante el tiempo que Burnier conseguía su doctorado conoció su primera pareja romántica femenina;  estuvieron juntas durante 17 años. A partir de 1983, tuvo una relación con Ineke van Mourik. Burnier falleció en Ámsterdam a la edad de 71.

## Trabajos
Sus trabajos incluyen:
- Een tevreden lach, 1965
- De verschrikkingen van het noorden, 1967
- Het jongensuur, 1969
- De huilende libertijn, 1970
- De verschrikkingen van het noorden 1974
- Poëzie: jongens en het gezelschap van geleerde vrouwen, 1974
- De reis naar Kithira, 1976
- De zwembadmentaliteit, 1979
- Na de laatste keer, 1981
- De droom der rede, 1982
- De litteraire salon, 1983
- De trein naar Tarascon, 1986
- Gesprekken in de nacht, 1987
- Mystiek en magie in de litteratuu, 1988
- De achtste scheppingsdag, 1990
- Een wereld van verschil, 1994
- Gustav Meyrink: bewoner van twee werelden , 1996
- Manoeuvres , 1996
- De wereld is van glas , 1997
- Joods lezen , 1997
- Een gevaar dat de ziel in wil, 2003
- Na de laatste keer, 2004

## Biografía
- Elisabeth Lockhorn: Andreas Burnier, metselaar van de wereld. Amsterdam & Antwerpen, Uitgeverij Augustus/Atlas Contact, 2015. ISBN 978-90-450-2864-4